# Nostromo Caburé
El Nostromo Caburé es un vehículo aéreo no tripulado construido en Argentina por Nostromo Defensa Sociedad Anónima en la década de 2010.

## Variantes
- Caburé

Versión inicial.
- Caburé I

Versión avanzada de la inicial desarrollada en 2007.
- Caburé II

Versión avanzada del Caburé I, hecha a petición de la Infantería de Marina.
- Caburé III

Versión mejorada del Caburé II, también ideado por la Infantería de Marina.

## Especificaciones
Referencia datos: Airforce-technology.com

### Características generales
- Planta motriz: 1× motor rotativo .

### Rendimiento
- Velocidad máxima operativa (Vno): 105 km/h (65 MPH; 57 kt)
- Velocidad de entrada en pérdida (Vs): 38 km/h (24 MPH; 21 kt)
- Alcance: 2 horas (20 km)
- Techo de vuelo: 4000 m (13 123 ft)

### Desarrollos relacionados
- Nostromo Centinela
- Nostromo Yaguá
- Nostromo Yarará

### Aeronaves similares
- Lipán M3
- Vigía 2A

### Listas relacionadas
- Anexo:Equipamiento de la Armada Argentina